# Copa Pilsener de fútbol playa 2017
La Copa Pilsener de Fútbol Playa 2017 fue la quinta edición de este torneo de fútbol playa organizado por la Federación Salvadoreña de Fútbol (FESFUT) con el patrocinio de Industrias La Constancia y avalado por Beach Soccer Worldwide (BSWW). Como en la edición anterior, el campeonato se desarrolló  en el Estadio Nacional de la Costa del Sol ubicado en la playa de San Luis La Herradura, departamento de La Paz.
El torneo fue anunciado el 16 de marzo de 2017 en conferencia de prensa por las autoridades de la FESFUT en compañía de representantes del Instituto Salvadoreño de Turismo, patrocinadores y del director técnico de la Selección de fútbol playa de El Salvador; el campeonato se desarrolló entre el 13 y el 15 de abril y contó con la participación de la selección anfitriona -El Salvador-, y de las selecciones de Tahití -subcampeona en el Mundial de Portugal en 2015-, Panamá -actual campeona de Concacaf- y Ecuador -tercer lugar en las eliminatorias de Conmebol-.
Luego de finalizadas las jornadas, la Selección de fútbol playa de Tahití se convirtió en campeona tras superar a todos sus rivales y alcanzando una marca perfecta: Tres victorias en igual número de salidas al terreno de juego; por su parte la Selección panameña consiguió alzarse con el subcampeonato al superar a la selección local y a Ecuador por diferencia de goles al haber empatado las tres con tres puntos cada una.

## Sistema de competencia
El sistema de competencia del torneo fue de todos contra todos, en el cual los equipos se enfrentaron en una única oportunidad. El campeón se decidió por la mayor cantidad de puntos obtenidos al finalizar las tres jornadas siguiendo las reglas que establecen las normativas para campeonatos internacionales: 3 puntos por partido ganado en tiempo regular, 2 puntos por partido ganado en prórroga, 1 punto por partido ganado en tanda de penaltis. En caso de empates en puntos se definirán las posiciones por la mayor diferencia entre goles anotados y goles recibidos de las selecciones empatadas, de persistir el empate se hará la definición por el encuentro particular entre las selecciones en disputa.

## Participantes
| Equipos participantes | Equipos participantes | Equipos participantes | Equipos participantes |
| --------------------- | --------------------- | --------------------- | --------------------- |
| El Salvador           | Ecuador               | Panamá                | Tahití                |

## Calendario y resultados
Todos los horarios son en UTC-6, hora local de El Salvador.

La transmisión de los encuentros se realizó a través del sitio web de BSWW, y de forma local a través de Canal 4 de Telecorporación Salvadoreña y por medio del canal de pago Tigo Sports.

### Jornada 1
| 13 de abril de 2017, 15:00 | Tahití                             | 7 : 3               | Panamá                              | Estadio Nacional de la Costa del Sol, San Luis La Herradura, La Paz |                        |
|                            | - Zaveroni 06'37' - Bennett 35'53' | ( 2:0 ; 2:1 ; 3:2 ) | - 14'08' R.García - 33'34' R.García | Árbitro(s): David Cruz                                              | Árbitro(s): David Cruz |

| 13 de abril de 2017, 16:15 | Ecuador                             | 4 : 3               | El Salvador                      | Estadio Nacional de la Costa del Sol, San Luis La Herradura, La Paz |                           |
|                            | - Gallegos 04'40' - Gallegos 34'27' | ( 1:0 ; 2:1 ; 1:2 ) | - 23'16' Robles - 29'31' Ramírez | Árbitro(s): Marco Navarro                                           | Árbitro(s): Marco Navarro |

### Jornada 2
| 14 de abril de 2017, 15:00 | Tahití                             | 9 : 1               | Ecuador          | Estadio Nacional de la Costa del Sol, San Luis La Herradura, La Paz |                          |
|                            | - Zaveroni 01'10' - Labaste 32'14' | ( 5:0 ; 0:1 ; 4:0 ) | - 15'17' Moreira | Árbitro(s): Raúl Morales                                            | Árbitro(s): Raúl Morales |

| 14 de abril de 2017, 16:15 | El Salvador                    | 3 : 2               | Panamá                            | Estadio Nacional de la Costa del Sol, San Luis La Herradura, La Paz |                           |
|                            | - Ramos 22'41' - Batres 33'23' | ( 0:0 ; 1:1 ; 2:1 ) | - 20'00' Watson - 28'21' R.García | Árbitro(s): Warner Porras                                           | Árbitro(s): Warner Porras |

### Jornada 3
| 15 de abril de 2017, 15:00 | Panamá                              | 3 : 1               | Ecuador        | Estadio Nacional de la Costa del Sol, San Luis La Herradura, La Paz |                        |
|                            | - R.García 02'26' - E.García 15'43' | ( 2:0 ; 1:1 ; 0:0 ) | - Alava 21'31' | Árbitro(s): David Cruz                                              | Árbitro(s): David Cruz |

| 15 de abril de 2017, 16:15 | El Salvador                   | 5 : 10              | Tahití                              | Estadio Nacional de la Costa del Sol, San Luis La Herradura, La Paz |                           |
|                            | - Batres 19'50' - Ruiz 31'36' | ( 0:1 ; 2:6 ; 3:3 ) | - 09'09' Labaste - 35'07' N.Bennett | Árbitro(s): Warner Porras                                           | Árbitro(s): Warner Porras |

## Clasificación final
| Equipo      | Pts | PJ | PG | PG+ | PP | GF | GC | Dif. |
| ----------- | --- | -- | -- | --- | -- | -- | -- | ---- |
| Tahití      | 9   | 3  | 3  | 0   | 0  | 26 | 9  | +17  |
| Panamá      | 3   | 3  | 1  | 0   | 2  | 8  | 11 | -3   |
| El Salvador | 3   | 3  | 1  | 0   | 2  | 11 | 16 | -5   |
| Ecuador     | 3   | 3  | 1  | 0   | 2  | 6  | 15 | -9   |

|                              |
| Campeón Tahití Primer título |

## Distinciones
La organización del evento entregó premios individuales a los jugadores con mejor desempeño durante el torneo, en las categorías Mejor portero, Mayor goleador y Jugador más valioso. Estas se entregaron al finalizar el último encuentro del campeonato y antes de hacer la entrega del trofeo a los equipos campeón y subcampeón.
El salvadoreño Eliodoro Portillo fue elegido como mejor portero del torneo, mientras que los tahitianos Teva Zaveroni y Patrick Tepa compartieron el galardón como máximos goleadores con 5 tantos cada uno, finalmente el tahitiano Heimanu Taiarui fue designado por los organizadores como el jugador más valioso del campeonato alcanzado por su selección.